# MP35
MP35 (нім. Maschinenpistole 35 — пістолет-кулемет 35) — німецький пістолет-кулемет, сконструйований сином збройового майстра Теодора Бергмана (Theodor Bergmann) — Емілем.
У 1932 році з'явився перший пістолет-кулемет Бергмана, він позначався BMP-32 (Bergmann-Maschinen-Pistole 32). Ліцензія на виробництво BMP—32 була продана данською фірмою Shulz & Larsen, яка випускала зброю під назвою MP-32 для данської армії, під данський патрон 9×23 мм Bergmann. У 1934 році BMP-32 був вдосконалений, в результаті чого з'явився BMP-34. Виробництво BMP-34 було розміщено на фабриці Carl Walther. В 1935 році був створений модифікований варіант BMP-35. З 1935 по 1940 було вироблено 5000 MP35.
Пістолет-кулемет Бергмана оснащений системою з вільним затвором, стрільба ведеться з відкритого затвора. Відмітна особливість зброї — рукоятка зведення затвора, вона знаходиться в задньому торці ствольної коробки і повторює зведення затвора гвинтівки Маузера. При веденні вогню рукоятка затвора — нерухома. Запобіжник розташовувався на лівій стороні ствольної коробки. Режими вогню: одиночні постріли або автоматичний вогонь. Зброя мала мушку і секторний цілик, розмічений для дистанцій від 100 до 500 метрів.